# تی‌آزیل تری‌فلورید
تی‌آزیل تری‌فلورید (به انگلیسی: Thiazyl trifluoride) با فرمول شیمیایی NSF۳ یک ترکیب شیمیایی با شناسه پاب‌کم ۱۴۰۰۰۸ است. که جرم مولی آن 103.07 g mol−۱ می‌باشد. 